# Wilhelm Generotzky
Wilhelm Generotzky (* 10. September 1906; † 10. Mai 1985) war ein deutscher Kommunalpolitiker (SPD).

## Werdegang
Nach dem Besuch der Volksschule absolvierte Generotzky von 1920 bis 1923 eine Lehre zum Modelltischler. 1923 trat er in die SPD ein. Von 1946 bis 1952 war er Mitglied im Gemeinderat von Brackwede (Westfalen) und im Kreistag des Landkreises Bielefeld. Von 1952 bis 1972 war er Gemeindedirektor in Brackwede, dann Stadtdirektor. Seine Dienstzeit wurde über seinen 65. Geburtstag hinaus bis zum Abschluss der Gebietsreform verlängert.
Er war von 1947 Kreistagsvorsitzender des Deutschen Gewerkschaftsbundes (DGB) und Mitglied im Vorstand des Volksheimstättenwerkes, des Deutschen Gemeindetages sowie des Nordrhein-westfälischen Städte- und Gemeindetages. Generotzkys Nachlass befindet sich bei der Friedrich-Ebert-Stiftung und im Stadtarchiv Bielefeld.
Sein Schwiegersohn Klaus Schwickert war von 1967 bis 1972 Landrat des Kreises Bielefeld, zu dem die Stadt Brackwede gehörte, und ab 1975 Oberbürgermeister der Stadt Bielefeld.

## Ehrungen
- 1973: Verdienstkreuz 1. Klasse der Bundesrepublik Deutschland[4]